# Diêu Hưng
Diêu Hưng (giản thể: 姚兴; phồn thể: 姚興; bính âm: Yáo Xīng) (366–416), tên tự Tử Lược (子略), gọi theo thụy hiệu là (Hậu) Tần Văn Hoàn Đế ((後)秦文桓帝), là một hoàng đế của nước Hậu Tần trong lịch sử Trung Quốc. Ông là con trai của hoàng đế Diêu Trường, người sáng lập nên Hậu Tần. Trong hầu hết thời kỳ trị vì của mình, ông không sử dụng tước hiệu là hoàng đế mà dùng tước hiệu Thiên vương. Cũng trong khoảng thời gian cai trị của mình, ông đã tiêu diệt nước Tiền Tần kình địch và tiến hành bành trướng lãnh thổ ra gần như toàn bộ miền tây Trung Quốc, từng thu được tất cả lãnh thổ của Tây Tần và buộc Nam Lương, Bắc Lương, Tây Lương, và Tây Thục của Tiều Túng đều phải chịu khuất phục, ít nhất là trên dãnh nghĩa. Vào cuối thời ông trị vì, quân Hậu Tần chịu nhiều thất bại, đặc biệt là dưới tay quân nổi loạn của Hách Liên Bột Bột (người lập nước Hạ), cùng với đó, các cuộc chiến tranh giữa các con trai và cháu trai của Diêu Hưng đã hủy hoại rất nhiều nước Hậu Tần, đất nước đã nhanh chóng bị tiêu diệt sau khi ông qua đời. Diêu Hưng là một người sùng bái Phật giáo, và trong thời gian ông trị vì, Phật giáo đã lần đầu tiên có sự ủng hộ chính thức của nhà nước tại Trung Quốc. Hòa thượng Cưu Ma La Thập cũng đã viếng thăm Trường An theo thỉnh cầu của Diêu Hưng vào năm 401.

## Trước và trong thời Diêu Trường trị vì
Diêu Hưng sinh năm 366, khi đó Diêu Trường đang là một viên tướng của hoàng đế Phù Kiên của Tiền Tần. Sử sách không rõ về cuộc đời của ông khi còn là thần dân của Tiền Tần, khi ông lớn lên, ông là một người phụ trợ cho Thái tử Phù Hoành (苻宏).
Khi Diêu Trường tuyên bố nổi loạn và lập nước Hậu Tần vào năm 384, Diêu Hưng đang ở kinh thành Trường An của Tiền Tần, song ông đã ngay lập tức chạy trốn đến chỗ cha mình. Trong vài năm sau đó, khi Diêu Trường phải giao chiến với cả Tiền Tần và Tây Yên, Diêu Hưng thường được giao phó bảo vệ căn cứ của chiến dịch (ban đầu ở Bắc Địa (北地, nay thuộc Đồng Xuyên, Thiểm Tây), sau đó là Trường An), trong khi cha đi giao chiến. Năm 386, sau khi Diêu Trường xưng đế, Diêu Hưng được lập làm thái tử. Diêu Hưng được coi là người vững vàng và độ lượng, và ông dành nhiều thời gian để học văn hiến bất chấp việc cần phải tập trung giữ vững căn cứ. Năm 392, trong khi Diêu Trường đang ở trên chiến trường, Diêu Hưng đã làm theo đề xuất của tướng Diêu Phương Thành (姚方成) khi cho giết một số tướng của Tiền Tần bị Diêu Trường giam cầm từ trước đó. Diêu Trường bề ngoài thì tỏ ra giận dữ, song bên trong lại hài lòng vì Diêu Trường đã nhận ra sự nguy hiểm mà các tướng này có thể gây ra. Năm 393, khi hoàng đế Phù Đăng của Tiền Tần tiến đánh một chư hầu của Hậu Tần là Đậu Xung (竇衝), Diêu Trường đã làm theo đề xuất của thừa tướng Doãn Vĩ (尹緯) và cử Diêu Hưng đi đánh Phù Đăng, nhằm thiết lập uy quyền của Diêu Hưng đối với binh lính. Diêu Hưng đã ngăn cản được cuộc tấn công của Phù Đăng một cách khá dễ dàng.
Khoảng tết năm 393, Diêu Trường bị ốm nặng. Trên giường bệnh, ông ta bảo với Diêu Hưng rằng hãy tin tưởng một số quan lại đã được mình ủy thác, bao gồm Doãn Vĩ, Diêu Hoảng (姚晃), Diêu Đại Mục (姚大目), và Địch Bá Chi (狄伯支). Khi Diêu Hoảng hỏi Diêu Trường về kế sách đánh bại Phù Đăng, Diêu Trường đã từ chối trả lời, chỉ nói mình tin tưởng rằng Diêu Hưng có thể hoàn tất việc này. Diêu Trường đã qua đời ngay sau đó, và Diêu Hưng đã lên ngôi.

## Thời kỳ đầu trị vì
Mặc dù Diêu Hưng muốn giữ bí mật về cái chết của Diêu Trường song Phù Đăng đã biết được tin tức và ngay lập tức chuẩn bị một cuộc tấn công lớn chống Hậu Tần. Phù Đăng lệnh cho Phù Quảng (苻廣) phòng thủ căn cứ Ung Thành (雍城, nay thuộc Bảo Kê, Thiểm Tây) và Phù Sùng phỏng thủ Hồ Không bảo (胡空堡, nay thuộc Hàm Dương, Thiểm Tây), song ông ta không thể bảo đảm được quân lính của mình có đủ nguồn cung cấp nước. Diêu Hưng đã cho quân đến Mã Ngôi (馬嵬, nay thuộc Hàm Dương, Thiểm Tây) để ngăn quân Tiền Tần đến con sông gần đó, quân Tiền Tần sau đó đã suy sụp vì khát. Diêu Hưng ban đầu lệnh cho Doãn Vĩ cần thận trọng, song Doãn Vĩ thấy các khó khăn của quân Tiền Tần đã sẵn sàng và tin tưởng rằng nhuệ khí quân Tiền Tần sẽ bị sụp đổ hoàn toàn nếu ông ta tiến hành một kế sách thận trọng, và quả nhiên quân Tiền Tàn đã sụp đổ. Sau khi hay tin về thất bại, Phù Quảng (苻廣) và Phù Sùng đã bỏ hai căn cứ họ đang nắm giữ. Phù Đăng sau đó tìm sự giúp đỡ từ vua Tây Tần là Khất Phục Càn Quy, và người này đã cử Khất Phục Ích Châu (乞伏益州) dẫn đầu quân đến tiếp viện. Trong khi Phù Đăng đến chỗ quân của Khất Phục Ích Châu, Diêu Hưng đã cho phục kích, sau đó bắt giữ và hành quyết hoàng đế Tiền Tần. Diêu Hưng giải tán quân của Phù Đăng và gả Lý Hoàng hậu của Phù Đăng cho Diêu Hoảng (姚晃). Thái tử Phù Sùng của Phù Đăng sau đó đã xưng đế và cố chống lại Hậu Tần trong một vài tháng sau đó, song về sau đã chết trong trận chiến với quân Tây Yên, Tiền Tần diệt vong. Hậu Tần lấy được gần như toàn bộ lãnh thổ còn lại của Tiền Tần. Khoảng tết năm 395, Hậu Tần hòa với Hậu Yên, do đó đã ngăn ngừa được khả năng xảy ra chiến tranh ở biên giới phía đông, mặc dù đến cuối năm, khi Thái tử Mộ Dung Bảo của Hậu Yên tiến hành một chiến dịch chống nước Bắc Ngụy của Thác Bạt Khuê, Hậu Tần đã cử một đội viện binh đến chi viện cho Bắc Ngụy, mặc dù vậy, quân Hậu Tần đã không thực sự giao chiến với quân Hậu Yên. Đến năm 397, hoàng đế Mộ Dung Thùy qua đời và Mộ Dung Bảo lên thay, quân Bắc Ngụy nhân dịp này đã tấn công chống Hậu Yên, Hậu Tần đã từ chối viện trợ cho Hậu Yên.
Năm 397, Xà Thái hậu qua đời. Diêu Hưng đã quá thương tiếc mẹ và ông không thể xử lý các vấn đề quốc gia trong một thời gian. Ngay cả sau khi đã vượt qua được nỗi buồn, ông vẫn tiếp tục mặc đồ tang.
Nhìn chung, trong thời gian này, Diêu Hưng được các sử gia mô tả là mẫn cán và sẵn sàng lắng nghe các ý kiến khác nhau. Ông cũng giao chiến trong một số chiến dịch trên các vùng biên giới, mở rộng lãnh thổ và vùng ảnh hưởng của Hậu Tần.
Năm 399, Diêu Hưng cử hoàng đệ là Tề vương Diêu Sùng và tướng Dương Phật Tung (楊佛嵩) đi đánh thành Lạc Dương của Tấn, vào mùa đông năm 399, Lạc Dương và các thành xung quanh đã rơi vào tay Hậu Tần.
Cũng trong năm 399, Diêu Hưng đã đáp lại các dấu hiệu chiêm tinh được cho là dấu hiệu thiên tai bằng cách dừng việc xưng đế, thay vào đó ông dùng tước hiệu "Thiên vương", để thể hiện sự khiêm nhường trước các vị thần tiên. Do vậy, ông cũng giáng chức các quan lại và quý tộc Hậu Tần xuống một bậc.
Năm 400, Diêu Hưng cử Diêu Thạc Đức khởi động một cuộc tấn công chống lại Tây Tần. Mặc dù vậy, Tây Tần đã có thành công bước đầu khi cắt được đường tiếp tế của Diêu Thạc Đức, Diêu Hưng đã phải đích thân dẫn một đội quân đến ứng cứu cho Diêu Thạc Đức, đánh bại vua Tây Tần là Khất Phục Càn Quy trong trận chiến, gần như bắt được toàn bộ quân của Khất Phục Càn Quy và tiến đến chiếm được hầu hết các thành của Tây Tần. Bản thân Khất Phục Càn Quy đã đầu hàng vua Nam Lương là Thốc Phát Lợi Lộc Cô, do vậy Tây Tần tạm thời chấm dứt tồn tại. Vào mùa thu năm 400, cho rằng Thốc Phát Lợi Lộc Cô nghi ngờ mình, Khất Phục Càn Quy đã chạy trốn khỏi Nam Lương và đầu hàng Hậu Tần. Diêu Hưng lập ông ta làm Quy Nghĩa hầu và đến năm 401, Diêu Hưng đã có một quyết định khác thường khi cho Khất Phục Càn Quy cùng quân lính của ông ta trở về và lệnh cho ông ta phòng thủ kinh thành của Tây Tần trước đó là Uyển Xuyên (苑川, nay thuộc Bạch Ngân, Cam Túc), và lúc đó mặc dù Khất Phục Càn Quy có thân phận là một tướng Hậu Tần song ông ta đã hành động một cách độc lập.
Năm 401, Diêu Hưng theo đề nghị của Diêu Thạc Đức, đã phát động một cuộc tấn công lớn nhắm vào Hậu Lương. Để tránh xung đột, Thốc Phát Lợi Lộc Cô đã ra lệnh cho quân Nam Lương nhường cho quân Hậu Tần một lối đi, và Diêu Thạc Đức do đó đã có thể dễ dàng tiến đến kinh thành Cô Tang (姑臧, nay thuộc Vũ Uy, Cam Túc), và bao vây thành. Nam Lương, Bắc Lương và Tây Lương đều cứ sứ thần đến Hậu Tần xin khuất phục làm chư hầu. Sau hai tháng bị bao vây, hoàng đế Lã Long của Hậu Lương cũng chịu khuất phục làm chư hầu, và được phong làm Kiến Khang công, mặc dù vậy, ông ta vẫn tiếp tục được giữ Cô Tang và sử dụng tước hiệu "Thiên vương" trong nội bộ lãnh địa của mình. Thư Cừ Mông Tốn của Bắc Lương trở nên sợ hãi đến nỗi đã từng lệnh hợp nhất lãnh thổ và quân đội vào Tiền Tần, song người này sau đó đã bội ước, tuy vậy Bắc Lương vẫn là chư hầu của Hậu Tần trong nhiều năm sau đó. Mặc dù đều là chư hầu của Hậu Tần, song các nước Lương vẫn tiếp tục đánh lẫn nhau.

## Thời kỳ giữa trị vì
Khoảng tết năm 402, Bắc Ngụy tấn công Một Dịch Can (沒奕干), một chư hầu của Hậu Tần, điều này đã dẫn đến đổ vỡ trong mối quan hệ giữa Bắc Ngụy và Hậu Tần. Khi hoàng đế Bắc Ngụy Thác Bạt Khuê muốn có mối quan hệ hôn nhân với Hậu Tần, Diêu Hưng đã từ chối do hành động tiến công khi trước và do ông nghe rằng hoàng đế Bắc Ngụy đã có chính thất là Mộ Dung Hoàng hậu. Vào mùa hè năm 402, đích thân Diêu Hưng đã dẫn quân đánh Bắc Ngụy, đã có thời điểm chiến sự diễn ra trên toàn bộ lãnh thổ Hậu Yên ở phía bắc của Hoàng Hà. Vào mùa thu năm 402, hoàng đế Bắc Ngụy đã bao vây tướng chỉ huy tiên quân của Hậu Tần là Diêu Bình (姚平) tại Sài Bích (柴壁, nay thuộc Lâm Phần, Sơn Tây), và bất chấp việc phản công của cả Diêu Bình và Diêu Hưng, quân Bắc Ngụy bao vây ngày càng chặt, và đến mùa đông năm 402, Diêu Bình cùng quân lính đã bị bắt sau một nỗ lực phá vây, chiến dịch đánh Bắc Ngụy của Diêu Hưng cũng chấm dứt.
Cũng trong năm 402, Diêu Hưng lập Trương thị làm Hoàng hậu. Ông cũng lập Diêu Hoằng làm Thái tử và phong tước công cho các hoàng tử khác. Diêu Hưng từ lâu đã muốn lập Diêu Hoằng, người này được mô tả là tử tế, biết yêu thương, và hiếu học, song ông do dự vì Diêu Hoằng là một người có tính cách yếu ớt và dễ đổ bệnh.
Trong khoảng thời gian này, Diêu Hưng cũng đã trở thành một Phật tử sùng đạo, dưới ảnh hưởng của nhà sư Cưu Ma La Thập. Điều này đã có một ảnh hưởng lớn đến các hành động của ông sau đó, ví như ông tránh các hành động có thể dẫn đến nhiều chết chóc, trong khi cố gắng hành động nhẹ nhàng với các đối thủ. Điều này đã có ảnh hưởng tai hại cho đế quốc, việc mở mang bờ cõi đã gần như dừng lại. Năm 405, ông ban cho Cưu Ma La Thập một tước hiệu tôn kính, coi ông ta như một vị thần thánh, và thường dẫn các quan lại đến nghe Cưu Ma La Thập giảng đạo. Theo yêu cầu của ông, Cưu Ma La Thập đã dịch trên 300 kinh Phật sang tiếng Hán. Diêu Hưng cũng cho xây nhiều tháp và chùa. Do ảnh hưởng của ông, sử sách chép rằng có đến 90% dân cư Hậu Tần trở thành Phật tử.
Năm 403, nước Hậu Lương liên tục bị Bắc Lương và Nam Lương tấn công, Lã Long đã từ bỏ vùng Cô Tang cho Hậu Tần, đây là vùng lãnh thổ duy nhất mà Hậu Lương còn lại và do vậy Hậu Lương đã chấm dứt tồn tại. Diêu Hưng đưa Lã Long và gia tộc của ông ta đến Trường An và lập vị vua cũ của Hậu Lương cùng em trai Lã Siêu (呂超) lãm quan. Tuy nhiên, do Bắc Lương và Nam Lương chỉ là chư hầu trên danh nghĩa, Cô Tang trở thành một ốc đảo nằm dưới sự kiểm soát trên thực tế của Hậu Tần. Năm 404, vua Thốc Phát Nục Đàn của Nam Lương chấm dứt việc xưng vương và sử dụng niên hiệu của Diêu Hưng, nhằm thể hiện hơn nữa sự khuất phục trước Hậu Tần, mặc dù vậy, ông ta vẫn độc lập trên thực tế trong nội bộ Nam Lương.
Năm 405, theo yêu cầu của tướng Lưu Dụ của nhà Tấn, Diêu Hưng đã trao trả 12 quận đã từng đổi lòng trung thành từ Tấn sang Hậu Tần trong thời nội chiến Tấn từ 398 đến 405, bất chấp phản đối từ các triều thần.
Năm 406, để đáp lại việc Thốc Phát Nục Đàn nộp triều cống 3.000 ngựa và 30.000 cừu, Diêu Hưng đã cảm kích đến nỗi nhường Cô Tang cho Thốc Phát Nục Đàn, chấm dứt sự kiểm soát trên thực tế của Hậu Tần với vùng Cô Tang.
Năm 407, cho rằng Khất Phục Càn Quy đã trở nên khó kiểm soát, nên khi người này đến Trường An để thăm viếng, Diêu Hưng đã đưa Khất Phục Càn Quy trở thành một quan văn, còn quyền chỉ huy quân lính của ông ta thì giao cho thế tử Khất Phục Sí Bàn.
Sau đó cũng trong năm 407, Hậu Tần và Bắc Ngụy đã chấp thuận hòa hoãn, trao trả các tướng bị bắt cho bên kia. Tướng Lưu Bột Bột (sau đổi thành Hách Liên Bột Bột) của Hậu Tần, là người sau đó phụ trách Sóc Phương (朔方, nay thuộc Ordos, Nội Mông); do cha ông ta là Lưu Vệ Thần (劉衛辰) đã bị quân Bắc Ngụy giết chết vào năm 391, nên Bột Bột trở nên giận dữ và tuyên bố nổi loạn, lập nên nước Hạ. Lưu Bột Bột dùng kế sách du kích để chống lại Hậu Tần, gây tổn hại cho quân và các thành của Hậu Tần. Từ thời điểm này, Hậu Tần bắt đầu suy sụp.

## Thời kỳ cuối trị vì
Năm 407, Mộ Dung Siêu, hoàng đế Nam Yên, người có mẹ và chính thất đang ở Hậu Tần, đã yêu cầu đưa họ trở về Nam Yên. Diêu Hưng đã chấp thuận sẽ làm như vậy sau khi Mộ Dung Siêu chịu trở thành chư hầu hoặc trao cho Hậu Tần các nhạc công hoàng cung (bị Tây Yên bắt giữ và sau đó qua tay Hậu Yên rồi Nam Yên) hoặc trao 1.000 thường dân Tấn cho Hậu Tần. Mộ Dung Siêu đã chọn cách trở thành chư hầu, và đưa các nhạc công đến Hậu Tần. Diêu Hưng sau đó trả mẹ và chính thất cho vua Nam Yên cùng với quà tặng.
Cũng trong năm 407, Tiều Túng, người đang kiểm soát Ích châu (益州, nay là Tứ Xuyên và Trùng Khánh) của Tấn và tự xưng làm Thành Đô vương, đã trở thành một chư hầu của Hậu Tần.
Năm 408, nhận thấy rằng Nam Lương đang phải hứng chịu các cuộc tấn công ác liệt từ lân bang (gồm cả một thất bại nghiêm trọng trước Hạ vào năm 407), Diêu Hưng đã phát động một chiến dịch nhằm tiêu diệt Nam Lương, bất chấp phản đối từ Vi Tông (韋宗), người này cảm thấy rằng sẽ không dễ dàng để đánh bại Thốc Phát Nục Đàn. Diêu Hưng ủy thác cho con trai là Quảng Bình công Diêu Bật (姚弼) cùng với Khất Phục Càn Quy và Liễm Thành (斂成) đi đánh Nam Lương, cùng lúc đó, Diêu Hưng cũng phái Tề Nan (齊難) đi đánh Hạ song cả hai đều đã thất bại. Diêu Bật và sau đó là Diêu Hiển (姚顯) đã bị Thốc Phát Nục Đàn đánh bại, và Diêu Hưng buộc phải chấp thuận một hiệp ước hòa bình mới với Nam Lương, uy thế của Hậu Tần cũng bị tổn hại vì bại trận. Quân của Tề Nam còn thảm hại hơn, Tề Nam đã rơi vào bẫy của Lưu Bột Bột và toàn bộ quân lính đã bị bắt, do vậy toàn bộ bắc bộ Thiểm Tây đã rơi vào tay Hạ. Sau đó vào năm 408, Thốc Phát Nục Đàn đã khước từ vị thế chư hầu một lần nữ khi xưng làm Lương vương (thay vì tước công mà Hậu Tần ban cho) và cải niên hiệu.
Trong khoảng thời gian này, đã bắt đầu nổi lên việc các huynh đệ và hoàng tử của Diêu Hưng âm mưu chiếm lấy quyền lực. Giả như năm 409, Diêu Xung (姚沖) đã cố ép Địch Bá Chi (狄伯支) cùng mình âm mưu tiến đánh Trường An, và khi Di từ chối, người này đã bị Diêu Xung đã hạ độc, song sự việc sau đó đã bị bại lộ và Diêu Xung đã buộc phải tự sát.
Cũng trong năm 409, Khất Phục Càn Quy đã đào thoát và trở về Uyển Xuyên để hội quân cùng con trai Khất Phục Sí Bàn. Ông ta đã ngay lập tức tái tuyên bố độc lập và tái lập Tây Tần và xưng vương. Khuất Phục Càn Quy sau đó đã cho mở một số chiến dịch chống lại Hậu Tần và gây nên thiệt hại đáng kể, mặc dù vậy, Khất Phục Càn Quy đã tạ lỗi vào năm 411 và lại xưng làm chư hầu của Hậu Tần. Tuy nhiên đến cuối năm, vua Tây Tần lại tiếp tục các cuộc tấn công.
Đến năm 409, tướng Lưu Dụ của Tấn đã mở một cuộc tấn công lớn nhắm vào Nam Yên, và nước này đã xin Hậu Tần ứng cứu. Ban đầu, Diêu Hưng cử người đưa tin để cố thuyết phục Lưu Dụ rút quân, và cũng cử một đội viện binh do Diêu Cường (姚強) chỉ huy, song quân của Diêu Cường đã buộc phải rút lui khi phải chịu tổn thất lớn dưới tay Lưu Bột Bột và suýt bị bắt. Không có viện binh từ Hậu Tần, Nam Yên đã rơi vào tay Tấn vào đầu năm 410.
Năm 410, theo thỉnh cầu của Tiều Túng, Diêu Hưng cử một đội quân do Cẩu Lâm (苟林) chỉ huy đến hội quân với quân của Tiều Túng, do Hoàn Khiêm (桓謙) và Tiếu Đạo Phúc (譙道福) chi huy đi đánh Kinh Châu (荊州, nay là Hồ Nam và trung bộ Hồ Bắc) của Tấn. Tuy nhiên, huynh đệ của Lưu Dụ là Lưu Đạo Quy (劉道規) đã đánh bại cả hai đội quân, giết chết Hoàn Khiêm và buộc Cẩu Lâm phải chạy trốn.
Năm 411, Diêu Bật, người được Diêu Hưng hết mực quý mến, đã âm mưu cố làm suy yếu vị trí thái tử của Diêu Hoằng.
Năm 412, Khất Phục Càn Quy bị cháu trai Khất Phục Công Phủ (乞伏公府) ám sát, người này là con trai của vị vua khai quốc Khất Phục Quốc Nhân. Nhiều triều thần Hậu Tần đã cố thuyết phục Diêu Hưng nắm lấy cơ hội khi Khất Phục Công Phủ và Khất Phục Sí Bàn đánh nhau để tranh giành vương miện, tấn công Tây Tần. Diêu Hưng đã từ chối, ông cho rằng sẽ không thích hợp khi đánh một nước đang trong tang lễ.
Cũng trong năm 412, Diêu Hưng lập Tề thị làm hoàng hậu. (Không có ghi chép về ngày Trương Hoàng hậu qua đời, song có lẽ vào thời điểm này bà đã chết.)
Năm 413, tướng Chu Linh Thạch (朱齡石) của Lưu Dụ đã tiến đánh nước Tây Thục của Tiều Túng, Tây Thục bị tiêu diệt và tái hợp nhất và Tấn. Mặc dù Hậu Tần là nước bá chủ của Tây Thục, tuy nhiên Diêu Hưng đã không thể hỗ trợ cho nước này.
Năm 414, Diêu Bật tiến hành một số nỗ lực để được làm thái tử bằng việc bảo các tiều thần gần gũi với mình đề xuất với Diêu Hưng cho mình thay thế Diêu Hoằng. Diêu Hưng đã từ chối song không quở trách Diêu Bật. Diêu Hưng lâm bệnh nặng cùng năm, và Diêu Bật đã lên kế hoạch chính biến để tiếm quyền. Em trai Diêu Dụ của ông ra đã tiết lộ kế hoạch cho các hoàng tử khác là Diêu Ý, Diêu Hoảng, Diêu Tuyên, và Diêu Kham, họ đã huy động binh lính của mình để sẵn sàng tấn công Diêu Bật nếu cần thiết. Diêu Hưng buộc phải loại bỏ Diêu Bật, và cho những người con trai khác giải ngũ và đến Trường An trong một chuyến viếng thăm chính thức. Các hoàng tử cáo buộc Diêu Bật đã phạm nhiều tội, song Diêu Hưng đã không có thêm hành động. Đến năm 415, Diêu Bật vu cáo Diêu Tuyên, và Diêu Hưng đã cho bắt giữ Diêu Tuyên.
Mùa hè năm 415, tướng Tư Mã Hưu Chi (司馬休之) của Tấn đã buộc phải chạy trốn sau khi bị Lưu Dụ tấn công, và tướng này đã đào thoát đến Hậu Tần. Diêu Hưng đã ban cho Tư Mã Hưu Chi một đội quân để quấy rối biên giới Tấn, bất chấp cảnh báo từ các triều thần Hậu Tần rằng họ Tư Mã sẽ lấy lại Quan Trung và khu vực Lạc Dương.
Vào mùa xuân năm 415, Diêu Hưng lại ngã bệnh, và Diêu Bật đã bí mật tập hợp lực lượng để tiến hành chính biến. Diêu Hưng đã phát hiện ra sự việc và bắt giữ Diêu Bật, song do Diêu Hoằng thuyết phục nên đã không xử tử mà lại thả ra.
Đến mùa đông năm 415, Diêu Hưng gả Tây Bình công chúa đến Bắc Ngụy để kết hôn với Thác Bạt Tự, nhằm khẳng định liên minh giữa hai nước. Hoàng đế Bắc Ngụy chào đón công chúa bằng một buổi lễ cho hoàng hậu. Tuy nhiên, Tây Bình công chúa đã không thể rèn một bức tượng bằng vàng, theo truyền thống của bộ lạc Thác Bạt với ý nghĩa được sự ủng hộ của chúa trời, nên không thể trở thành hoàng hậu mặc dù vẫn được hưởng các danh dự dành cho tước hiệu này.
Năm 416, Diêu Hưng khi trên đường đến Hoa Âm (華陰), gần Trường An, đã bị ốm và phải trở lại Trường An. Tùy tùng của ông là Doãn Xung (尹沖), một trong những người ủng hộ của Diêu Bật, đã lập kế hoạch ám sát Diêu Hoằng khi Thái tử ra khỏi thành để nghênh đón phụ hoàng. Những người ủng hộ của Diêu Hoằng hay tin và đã thuyết phục Diêu Hoằng không ra nghênh đón Diêu Hưng. Thuộc hạ của Doãn Xung là Diêu Sa Di (姚沙彌) sau đó đã cố thuyết phục Doãn bắt giữ Diêu Hưng và cùng với Diêu Bật đoạt lấy quyền lực, song Doãn Xung đã do dự và không làm như vậy. Khi Diêu Hưng trở về hoàng cung tại Trường An, ông đã truyền giao quyền lực cho Diêu Hoằng và ra lệnh bắt giữ Diêu Bật. Trong khi đó, một hoàng tử là Diêu Canh Nhi do tin rằng Diêu Hưng đã qua đời nên đã thuyết phục hoàng huynh là Nam Dương vương Diêu Âm tiến hành chính biến, Diêu Âm đã hội quân cùng Ân Xung (殷沖) tiến đánh hoàng cung, giao chiến với quân của Diêu Hoằng. Diêu Hưng mặc dù đang ốm song đã xuất hiện và công bố một chiếu thư lệnh cho Diêu Bật phải tự sát. Khi quân của Diêu Âm trông thấy Diêu Hưng, họ đã bỏ rơi Diêu Âm. Buổi tối hôm đó, Diêu Hưng đã giao phó các công việc quản trị của Diêu Hoằng cho Đông Bình vương Diêu Thiệu, Lương Hỉ (梁喜), Âm Chiêu (尹昭), và Liễm Man Ngôi (斂曼嵬), Diêu Hưng qua đời vào hôm sau. Diêu Hoằng kế vị song đã nhanh chóng phải đối mặt với nhiều thách thức hơn nữa tức các em trai và em họ cũng như các cuộc tấn công của Hạ và Tấn, và đến năm 417, Hậu Tần đã thất bại trước Tấn.